# Mariano Caprarola
Mariano Caprarola (Buenos Aires, Argentina; ibidem; 12 de agosto de 1974 - 17 de agosto de 2023) fue un productor, bailarín, peluquero, panelista y asesor de moda argentino. Conocido por ser panelista del programa La Jaula de la Moda en el canal Ciudad Magazine.

## Biografía
Hijo de María Luisa «Fady» y Bocha Caprarola. El productor era el menor de cuatro hermanos. Cuando tenía 27 años, Mariano participó en el show de telerrealidad Confianza ciega.
Caprarola había desarrollado una carrera como productor de moda en las más importantes revistas argentinas y fue uno de los estilistas preferidos de las celebridades. También trabajó como panelista en La Jaula de la Moda y hasta se subió al escenario de varias obras de teatro, su otra gran pasión.
En 2010, se había operado con el polémico cirujano Aníbal Lotocki, y después de ser intervenido padeció por diez años la patología llamada síndrome autoinmune/inflamatorio inducido por adyuvantes (ASIA).

## Vida privada
Fue pareja del diseñador de moda y empresario argentino Jorge Ibáñez.
Caprarola falleció el 17 de agosto de 2023 a los 49 años, a consecuencia de la insuficiencia renal estaba internado en el Instituto Argentino de Diagnóstico y Tratamiento (IADT) en Buenos Aires. Sus restos fueron cremados.

## Televisión
- Confianza ciega (Azul TV)
- Intrusos en el Espectáculo (América TV)
- La jaula de la moda (Ciudad Magazine)
- Bendita (Canal 9)